# Night of the Proms

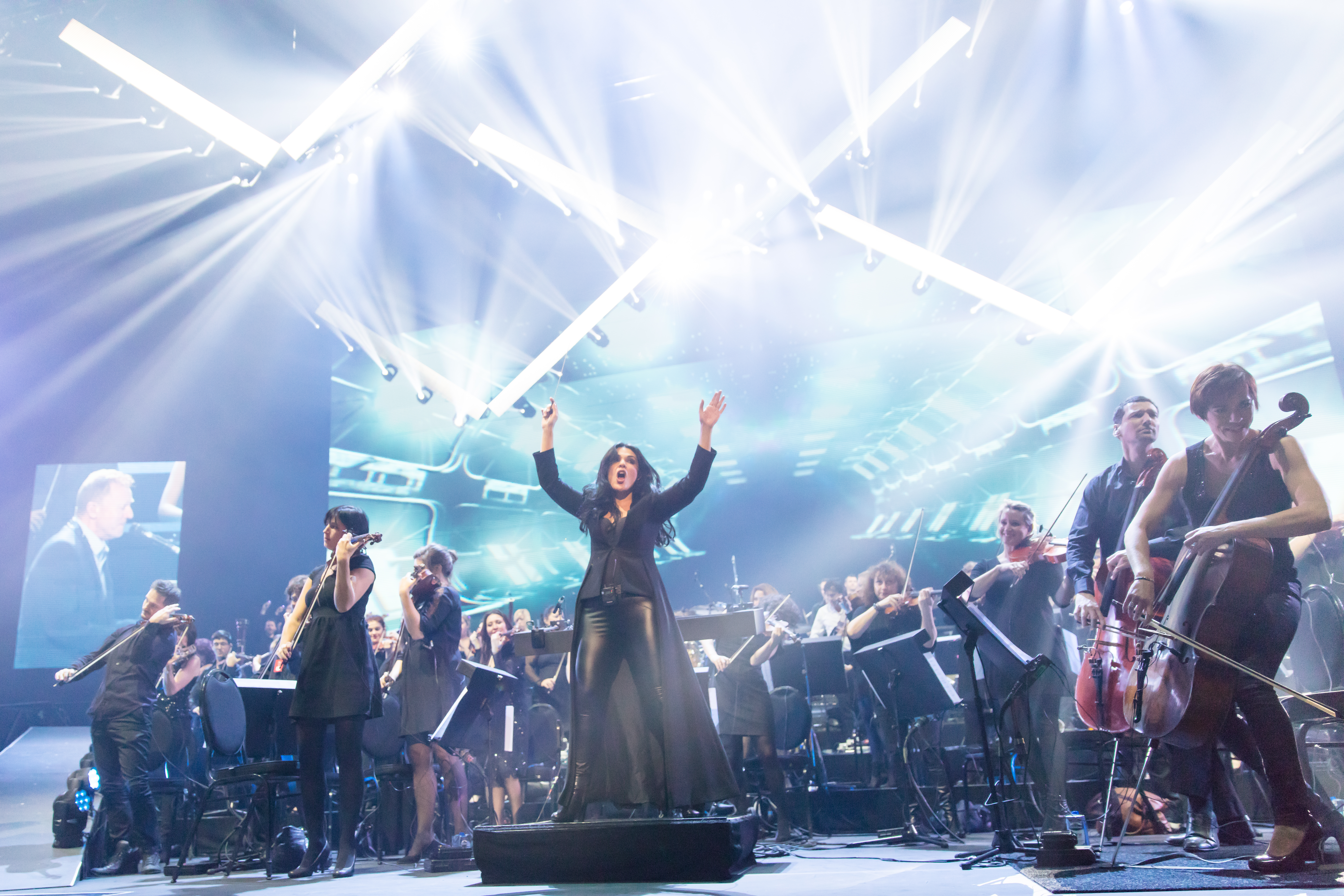
Alexandra Arrieche bei Night of the Proms 2016 in der SAP Arena in Mannheim

Die Night of the Proms ist eine Konzertreihe des Antwerp Philharmonic Orchestra unter der Leitung von Alexandra Arrieche, bei der klassische Musik mit Popmusik zusammentrifft. Die in Deutschland stattfindenden Konzerte firmierten bis 2010 unter dem Namen The Nokia Night of the Proms, da sie von Nokia unterstützt wurden. Von 2011 bis 2013 war AIDA Hauptsponsor der in diesem Zeitraum AIDA Night of the Proms heißenden Tournee. Seit 2014 ist die Tournee ohne einen Hauptsponsor unterwegs.

## Geschichte

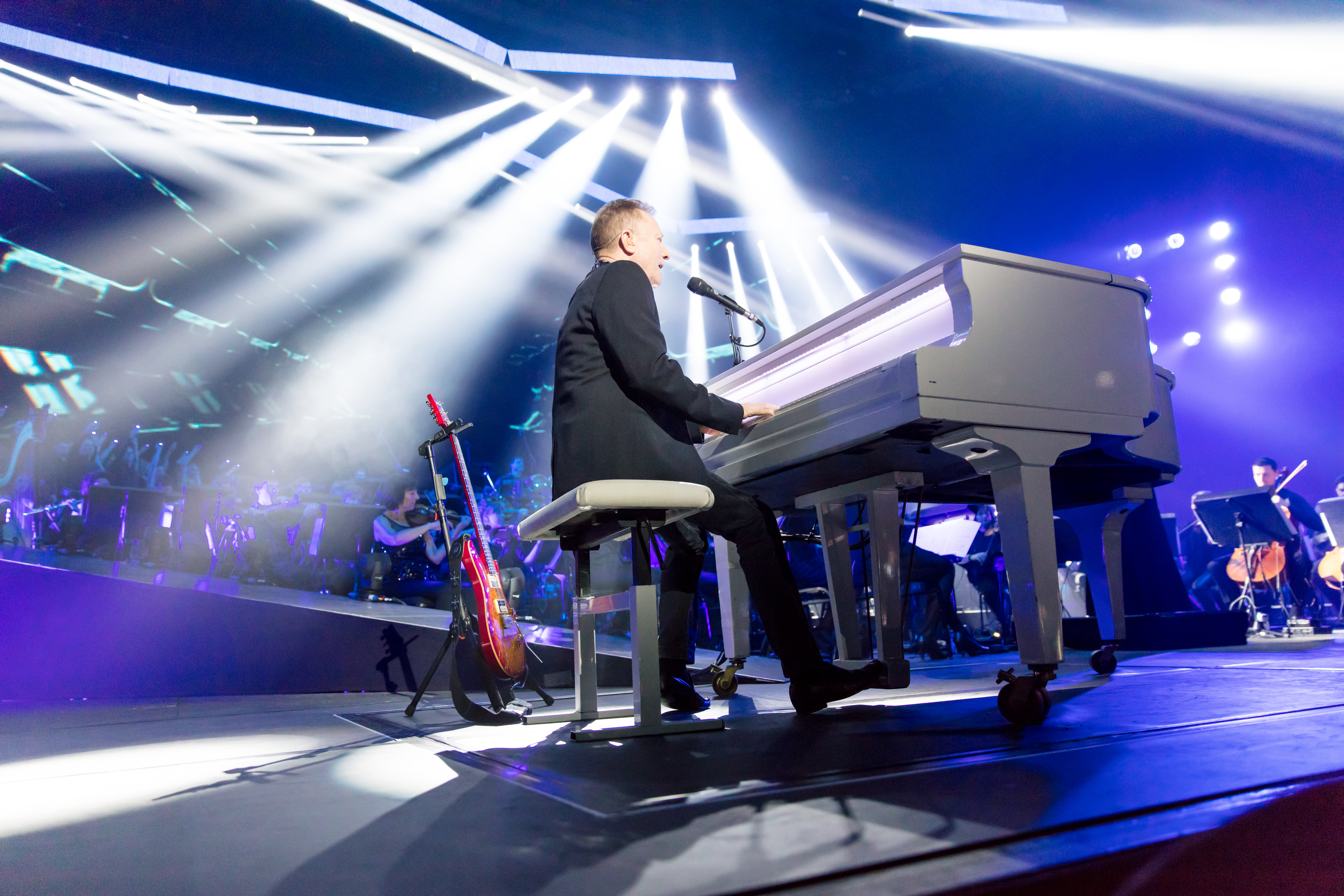
John Miles bei Night of the Proms 2016 in der SAP Arena in Mannheim

Die Konzertreihe wurde durch die Last Night of the Proms inspiriert. Dies ist das alljährlich in der Londoner Royal Albert Hall stattfindende Abschlusskonzert der BBC Proms. Letztere sind ein seit 1895 veranstaltetes Festival klassischer Musik (ohne Begegnung mit Pop). Durch die Übertragungen auf den Sendern der BBC seit 1927 findet insbesondere das Abschlusskonzert alljährlich Millionen Zuhörer.
1984 entwickelten die belgischen Studenten Jan Van Esbroeck und Jan Vereecke ein Konzert, bei dem neben Klassik auch Pop gespielt wurde. Am 19. Oktober 1985 fand dieses Konzert schließlich im Sportpalast von Antwerpen vor 13.000 Zuschauern statt. Das Konzept „Pop meets Classic“ war so erfolgreich, dass es 1990 in die Niederlande und 1994 nach Deutschland exportiert wurde. Bis zum Jahr 2015 tourte alljährlich das belgische Sinfonieorchester Il Novecento unter der Leitung von Robert Groslot und prominente Pop-Musiker auch durch Frankreich, Österreich, Luxemburg, die Schweiz, Spanien und Dänemark und lockten so rund eine halbe Million Menschen in die Arenen. Nach 880 Konzerten der Night Of The Proms beendete Robert Groslot im Jahr 2015 seine Dirigententätigkeit für diese Konzertreihe. Seitdem dirigiert die Brasilianerin Alexandra Arrieche. Das Orchester Il Novecento wurde 2017 in Antwerp Philharmonic Orchestra umbenannt. Bei der Night of the Proms werden auch nationale Stars zu den Shows in den entsprechenden Ländern eingeladen. Jedes Jahr wird zudem ein Instrument oder ein Nachwuchskünstler vorgestellt. So lud man 1995 den damals noch unbekannten Tenor Andrea Bocelli und 2001 den ebenfalls noch unbekannten Laith Al-Deen ein, an der Tournee teilzunehmen. Die Teilnehmer eines entsprechenden Jahres werden meistens ein halbes Jahr vor Beginn der Tournee bekannt gegeben.
In Deutschland werden die Konzerte aktuell von Markus Othmer, Marcus Fahn und Stefan Frech moderiert.

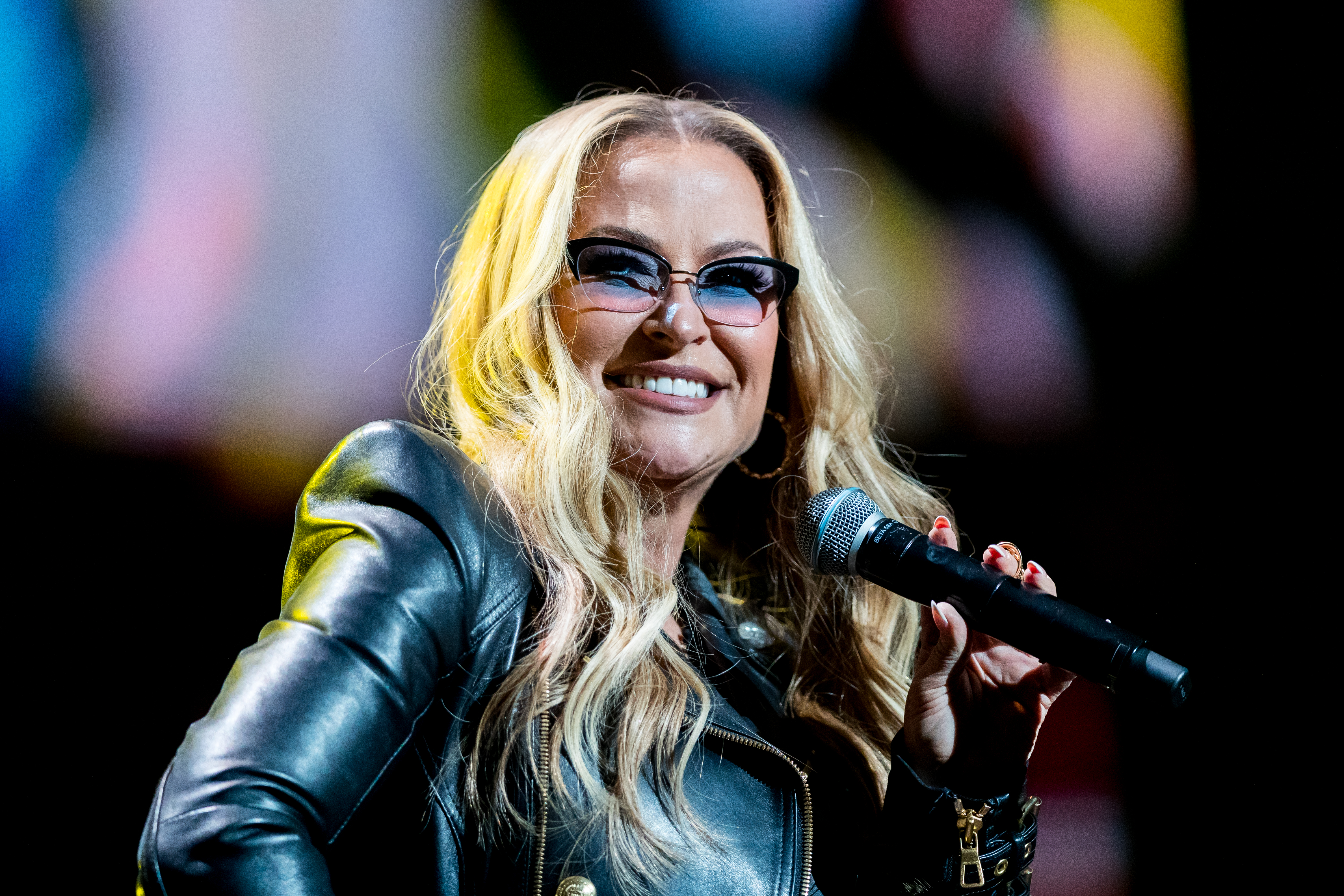
Anastacia bei Night of the Proms 2023 in der SAP Arena in Mannheim

Regelmäßiger Bestandteil war das Lied „Music“, bis zu dessen Tod gesungen von John Miles.
2014 gab es zum ersten Mal auch in Polen und den USA Vorstellungen.

## Beteiligte
- Orchester: Antwerp Philharmonic Orchestra (seit 2017, als Il Novecento bis 2016)
- Dirigent: Robert Groslot (1991–2015), Alexandra Arrieche (seit 2015)
- Chor: Fine Fleur (seit 1995, außer 2008, 2012 und 2015), Harlem Gospel Choir (2008), Naturally 7 (2012), Scala (2015), Lodz University of Technology Academic Choir (seit 2014, bei Konzerten in Polen)

## Musiker

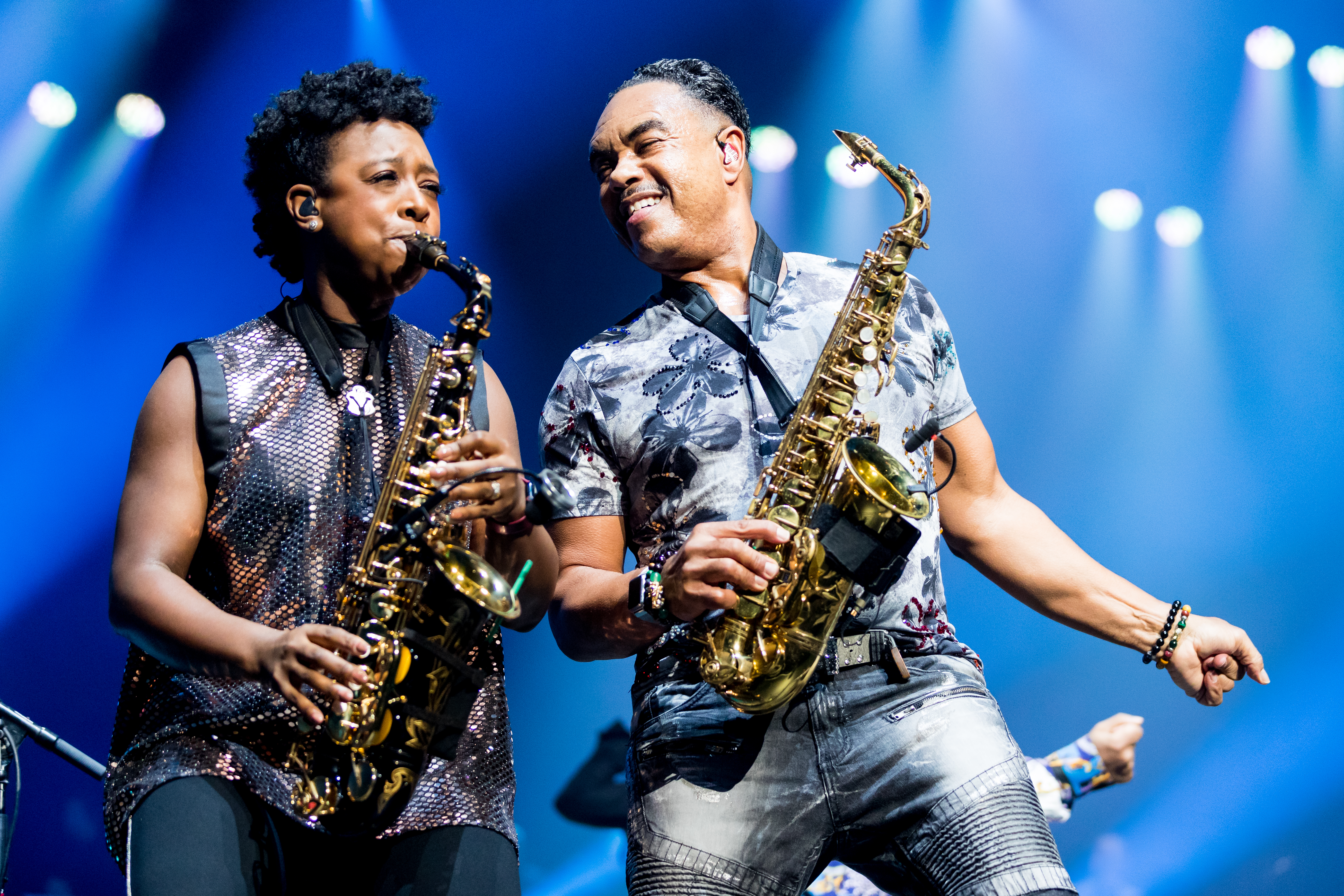
Kool & The Gang mit YolanDa Brown (2022)

- 1985: John Miles, Toots Thielemans (Mundharmonika), Thijs van Leer (Querflöte)
- 1986: Angelo Branduardi, Harry Sacksioni (Gitarre), Theo Mertens (Trompete)
- 1987: Art Garfunkel (Ex-Simon & Garfunkel), Emma Schmidt & Robert Groslot (Klavier)
- 1988: Al Stewart, Konstantin Stoianov (Geige)
- 1989: Art Garfunkel (Ex-Simon & Garfunkel), John Miles, Theo Mertens (Trompete)
- 1990: The Alan Parsons Project, The Flying Pickets, Nicole Croisille (Gesang)
- 1991: Randy Crawford, Steve Harley (Cockney Rebel), Roger Hodgson (Ex-Supertramp), Beverley Craven, Daniel Blumenthal
- 1992: Christopher Cross, Joe Cocker, Jennifer Warnes, Theo Mertens/Benny Wiame (Trompete)
- 1993: Sting, Barry Ryan, Gary Brooker (Procol Harum), Colin Blunstone, Luc Ponet (Orgel)
- 1994: Toto, Paul Young, Björn Again, John Miles, Manuel Barrueco (Gitarre)
- 1995: Bryan Ferry (Roxy Music), Al Jarreau, Roger Hodgson (Ex-Supertramp), John Miles, Andrea Bocelli (Tenor)
- 1996: Joe Cocker, Tony Hadley (Spandau Ballet), Dani Klein (Vaya Con Dios), Die Prinzen, Guo Yue (Bambusflöte)
- 1997: Simple Minds, Alan Parsons, Debbie Harry, Paul Young, John Miles, Wayne Marshall (Klavier)
- 1998: Wet Wet Wet, Lisa Stansfield, Mark King (Level 42), Münchener Freiheit, John Miles, Ole Edvard Antonsen (Trompete)
- 1999: Status Quo, Zucchero, Emilia, Purple Schulz, John Miles, Natalie Choquette (Sopran)
- 2000: UB40, Chrissie Hynde (Ex-Pretenders), Coolio, Nena, Howard Jones, Alessandro Safina (Tenor)
- 2001: Meat Loaf, Chris de Burgh, Martin Fry (Ex-ABC), John Miles, Laith Al-Deen, Karl Jenkins (Adiemus)
- 2002: Simple Minds, Foreigner, The Pointer Sisters, Alphaville, Cutting Crew, John Miles, David Garrett (Geige), Il Novecento
- 2003: Toto, Huey Lewis, En Vogue, Galileo (Freddy Sahin-Scholl), John Miles, Yang Xuefei (Gitarre)
- 2004: Joe Cocker, Roger Hodgson (Ex-Supertramp), Shaggy, DJ Bobo, John Miles, Damian (Panflöte)
- 2005: Ace of Base, Nubya, Midge Ure (Ultravox), Roger Daltrey (The Who), Chris Thompson und Manfred Mann, John Miles, Safri Duo (Percussion)
- 2006: Mike Oldfield, OMD, Chico & the Gypsies, Ike Turner, Tony Henry, John Miles, Miriam Stockley
- 2007: Pur, Paul Carrack (Mike & the Mechanics), Soulsister, I Muvrini, Roby Lakatos, John Miles, Laith Al-Deen (nur in Mannheim)
- 2008: Robin Gibb (Bee Gees), Tears for Fears, Kim Wilde, 10cc, Igudesman & Joo, Dennis DeYoung (Styx), Harlem Gospel Choir
- 2009: Roxette, Heaven 17, Christina Stürmer, Alison Moyet (nicht in Deutschland), Alan Parsons, John Miles, Katona Twins (Gitarre)
- 2010: Boy George, Cliff Richard, Lichtmond, Kid Creole And The Coconuts, John Miles, Charlie Siem (Geige)
- 2011: Seal, Alison Moyet, Div4s, John Miles, Stanfour, Nile Rodgers
- 2012: Mick Hucknall (Simply Red), Anastacia, Jupiter Jones, Naturally 7, John Miles, Remy van Kesteren (Harfe)
- 2013: Morten Harket (a-ha), Amy Macdonald, The Baseballs, Mark King (Level 42), Hiromi Uehara (Piano), John Miles
- 2014: Zucchero, Katie Melua, Marlon Roudette, Madeline Juno, Ksenija Sidorova (Akkordeon), John Miles
- 2015: The Beach Boys, Johannes Oerding, Fernando Varela, OMD, Maria Mena, John Miles
- 2016: Simple Minds, Natasha Bedingfield, Stefanie Heinzmann, Time For Three, Ronan Keating,  John Miles
- 2017: Peter Cetera (Chicago), Roger Hodgson, Melanie C, Culcha Candela, Emily Bear (Klavier), John Miles, Joss Stone (Niederlande/Belgien)
- 2018: Bryan Ferry, Milow, Tim Bendzko, John Miles und die Pointer Sisters, Petrit Çeku (Gitarre)
- 2019: Alan Parsons, Al McKay’s Earth, Wind & Fire Experience, Eric Bazilian & Rob Hyman of the Hooters, Leslie Clio, John Miles und die Sopranistin Natalie Choquette
- 2022: Kool & the Gang, Amy Macdonald, Nik Kershaw, Carol Decker (T’Pau), Matt Simons, YolanDa Brown, John Miles junior
- 2023: Toto, Anastacia,  James Morrison, Aura Dione,  Camouflage, Nathan Chan (Cello)
- 2024: Shaggy, Dave Stewart`s Eurythmics, Cutting Crew, Starship feat. Michey Thomas, Max Giesinger, Louis Philippson
- 2025[6]: Alice Cooper, Joss Stone, Michael Schulte, Midge Ure, Safri Duo, Vanessa Amorosi